# Умаров, Мирсаид
Мирсаид Умаров — советский хозяйственный, государственный и политический деятель.

## Биография
Родился в 1900 году в Худжанде. Член КПСС с 1932 года.
С 1920 года — на хозяйственной, общественной и политической работе. В 1920—1953 гг. — организатор колхозов и водно-оросительных систем в Худжандском уезде, председатель правления колхоза «Большевик», директор Худжандской МТС, председатель Ленинабадского горисполкома, заместитель заведующего отделом земледелия Ленинабадского облисполкома, начальник областного сельскохозяйственного управления.
Избирался депутатом Верховного Совета Таджикской ССР 1-го и 2-го созывов.
Умер в Ленинабаде в 1956 году.